# Ziggurat

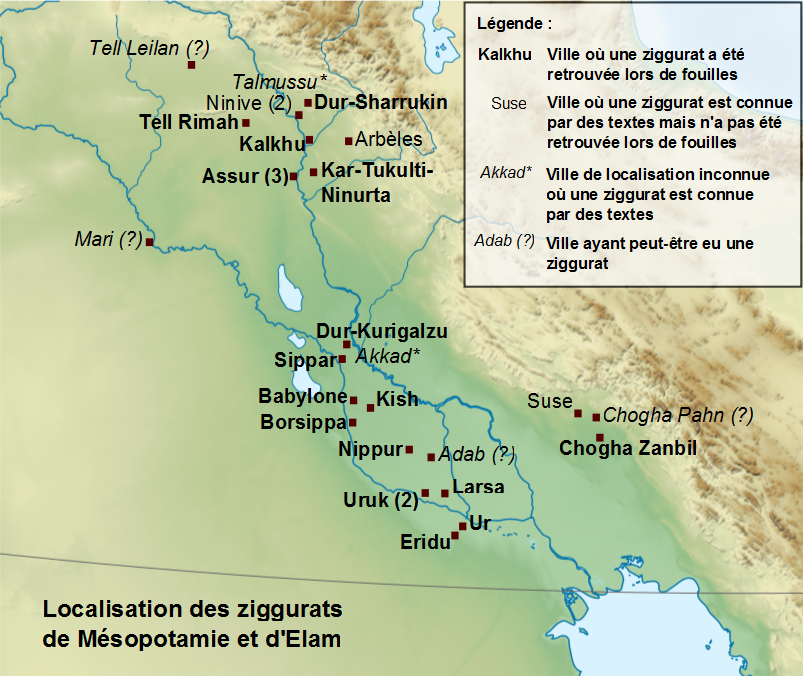
Mapa Mezopotamii i Elamu z zaznaczoną lokalizacją znanych zigguratów

Plan sumeryjskiego okręgu świątynnego boga Anu w Uruk (ok. 3000 p.n.e.) – wysoki taras ze świątynią na szczycie stanowił pierwowzór późniejszych zigguratów

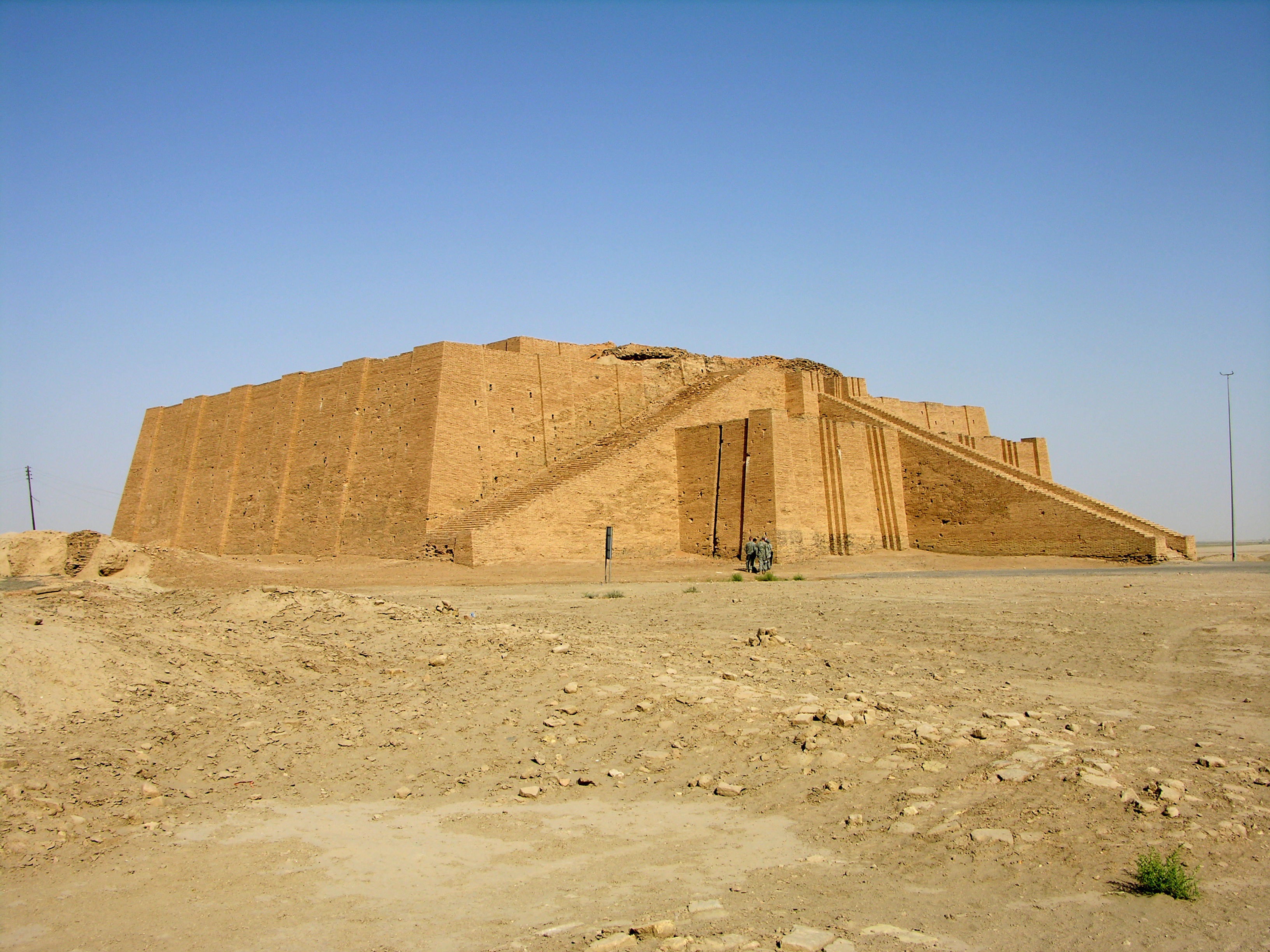
Widok na częściowo zrekonstruowany ziggurat w Ur (dziś Al-Muqaiyar w Iraku) – klasyczny ziggurat z okresu panowania III dynastii z Ur (ok. 2100–2000 p.n.e.)

Ruiny elamickiego zigguratu w Dur-Untasz-Napirisza (dziś Czoga Zanbil w Iranie)

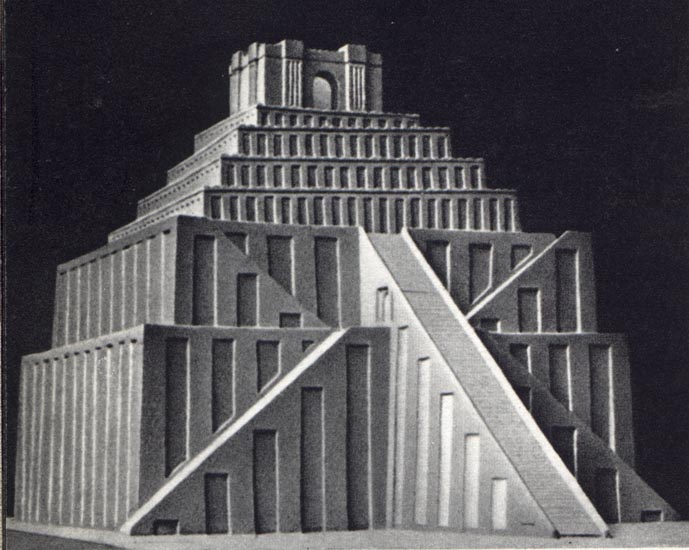
Jedna z rekonstrukcji wyglądu zigguratu Etemenanki w Babilonie

Zig(g)urat, zik(k)urat (sum. u6.nir; akad. ziqqurratu poch. od czasownika zaqāru – budować wysoko; asyr. siqqurratu) – charakterystyczna dla architektury sakralnej Mezopotamii wieża świątynna o zmniejszających się schodkowo kolejnych tarasach.

## Opis
Rdzeń zigguratu wznoszono z suszonych cegieł, natomiast ściany zewnętrzne tarasów wykonywano z cegieł wypalanych. Konstrukcja przekładana była co kilka rzędów cegieł warstwami mat trzcinowych oraz spoiwem. W jej wnętrzu pozostawiano wąskie, poziome kanały, które pozwalały masie ceglanej „oddychać” i regulowały jej wilgotność. Z tarasu na taras prowadziły pochylnie (rampy) lub schody. Budowlę zwieńczała świątynia lub kaplica będąca mieszkaniem bóstwa. U stóp wieży wznosiła się kolejna świątynia, w której stał posąg kultowy i odprawiano codzienne rytuały. Świątynia ta była z reguły bardziej okazała od szczytowej z uwagi na brak ograniczeń budowlanych.
Inspiracją do budowy zigguratów była wiara, że bogowie zamieszkują szczyty gór. Zigguraty miały je symbolizować. Niektórzy architekci uważają, że były one pierwowzorem biblijnej wieży Babel. Każdy ziggurat był siedzibą innego boga. Zigguraty były litymi budowlami, ze względów technicznych i technologicznych nie było w nich żadnych pomieszczeń. Wszelkie magazyny znajdowały się na terenie pałacu położonego w pobliżu zigguratu. Najczęściej budowle te były połączone z kompleksami świątynnymi, które usytuowane były w centrach miast babilońskich.

## Historia i rozwój
Już za kultury Ubajd którą datuje się na lata 3700 p.n.e. występowały na terenach Mezopotamii specjalistyczne budowle świątynne. Wiązało się to między innymi z wyodrębnieniem grupy w społeczeństwie, która zawodowo zaczęła się zajmować uprawianiem kultu religijnego. Fakt ten sprzyjał powstawaniu tego typu ośrodków, które z czasem zaczęły grać bardzo ważną rolę w starożytnych społeczeństwach. One to oparte na państwach-miastach, gdzie zazwyczaj dane miasto było reprezentowane przez konkretne bóstwo i w wypadku wojny pokonanie wrogiego państwa-miasta oznaczało również obalenie lub asymilację bóstwa, które czcił przeciwnik. Monumentalność świątyń już w okresie przed-sumeryjskim pokazują sakralne budowle w Eridu i Tepe Gawra. „Forma budowli, które były trójwymiarową wyrazistą oprawą rytuału i zarazem miejscem kultu, jest odbiciem ówczesnych wierzeń. Świątynie o niewielkich rozmiarach, usytuowane na sztucznie podwyższonych tarasach, budowano na planie prostokąta. Ich zewnętrzne mury zdobiły ryzality, a szczególnie były wyeksponowane narożniki. Najczęściej do wnętrza prowadziło kilka wejść, najważniejsze znajdowało się pośrodku jednego z dłuższych boków budowli. Przybytki te odznaczały się uporządkowanym układem wnętrza. Długa prostokątna nawa usytuowana na dłuższej osi dzieliła się na trzy zasadnicze części: sanktuarium z podium na posąg bóstwa, cellę z ołtarzem do składania ofiar oraz przedsionek. Sanktuarium - właściwy przybytek bóstwa, flankowały mniejsze pomieszczenia o symetrycznym układzie.
Należy również pamiętać o przekazach mówiących o licznych powodziach, które trapiły tamte tereny i, ze względu na podstawowe materiały dostępne do budowy (glina i trzcina), jak brzemienne w skutkach mogły być. Dążenie więc do budowania na podwyższeniach (naturalnych lub sztucznych) wydaje się na terenie Mezopotamii naturalne i uzasadnione. Niektórzy naukowcy odrzucają jednak tezę o powodziach mówiąc, iż wiele świątyń zostało zbudowanych na poziomie zwykłych domów. Pozostawałby więc głównie aspekt religijny. Jeżeli dodać do tego rozbudowany system wierzeń i zawodową kastę kapłanów często w ustroju teokratycznym z królem - który był głównym kapłanem - otrzymujemy warunki sprzyjające powstawaniu tak monumentalnych budowli, jakimi były zigguraty. Proces przekształcania wysokiej terasy w schodkową wieżę trwał długo, a jego początek należy odnieść do okresu Uruk (3400-3200 p.n.e.) Za pierwsze tego rodzaju założenie uważa się Białą świątynię boga Ana w Uruk, zbudowaną na wysokiej terasie uważanej za formę wyjściową zigguratu.
Prototypem zigguratów był wysoki taras, na którym wznosiła się świątynia. Konstrukcja taka znajdowała się w wielu sumeryjskich okręgach kultowych z końca IV i przez większą część III tysiąclecia p.n.e. Klasyczną formę zigguraty przybrały w okresie panowania władców III dynastii z Ur (ok. 2100–2000 p.n.e.). Wtedy miały one prostokątną podstawę, trzy kondygnacje i trzy ciągi schodów po stronie fasady. W II tysiącleciu p.n.e. zigguraty zaczęto też wznosić w Asyrii w północnej Mezopotamii oraz w Elamie w południowo-zachodnim Iranie. Od sumeryjskich prototypów różniły się kwadratową podstawą i obecnością ramp wejściowych. Elamicki ziggurat w Dur-Untasz-Napirisza wyróżniało istnienie pomieszczeń wewnątrz jego konstrukcji. W I tysiącleciu p.n.e. władcy asyryjscy i babilońscy odbudowywali zniszczone zigguraty przy okazji powiększając je i przebudowując.

## Znane zigguraty
Dotychczas w wyniku prac archeologicznych odsłonięto 16 zigguratów. Wraz z tymi, o których wiemy ze źródeł pisanych, znane są 34 takie budowle. Do najbardziej znanych należą:
- E-temenanki – ziggurat boga Marduka w Babilonie
- E-urmeiminanki – ziggurat przy świątyni boga Nabu w Borsippie
- E-sagdil – ziggurat przy świątyni boga Enlila w Nippur
- E-unir – ziggurat boga Ea w Eridu
- ziggurat w Ur
- E-szara – ziggurat boga Anu w Uruk
- E-giparimin – ziggurat bogini Isztar w Uruk
- E-kunankuga – ziggurat boga Szamasza w Sippar
- E-durana – ziggurat boga Szamasza w Larsie
- E-unirkituszmah – ziggurat boga Zababy w Kisz
- asyryjski ziggurat w Tell al-Rimah
- ziggurat Enlila/Aszura w mieście Aszur
- bliźniacze zigguraty przy podwójnej świątyni bogów Anu i Adada w Aszur
- ziggurat przy świątyni boga Aszura w Kar-Tukulti-Ninurta
- asyryjski ziggurat w Kalchu
- asyryjski ziggurat w Dur-Szarrukin
- asyryjski ziggurat w Niniwie (znany ze źródeł pisanych)
- kasycki ziggurat w Dur-Kurigalzu
- elamicki ziggurat w Dur-Untasz-Napirisza
- elamicki ziggurat w Suzie (znany ze źródeł pisanych)

## Współczesne budowle w kształcie zigguratu
- przy Teatrze Narodowym w Budapeszcie
- przy wejściu na teren Metcalfe House, Delhi
- w budynku Telewizji Polskiej w Warszawie przy ul. Woronicza (arch. Czesław Bielecki)